# KV45
A tumba KV45 (acrônimo de "King's Valley #45"), no Vale dos Reis em Egito, foi a tumba usada para o enterro do nobre Userhet da décima oitava dinastia mas foi reutilizada na vigésima segunda dinastia. A tumba consiste apenas em uma entrada descendente para uma câmara maior (veja a planta no site das Ligações externas).
A tumba foi redescoberta em 25 de fevereiro de 1902 por Howard Carter que teve muita dificuldade para retirar os escombros que cobriam um terço da tumba. Ele, com muita dificuldade, conseguiu retirar uma caixa de uma múmia masculina, um escaravelho (símbolo do deus Khepra) e fragmentos de jarros canopos pertencentes a Userhet. Em 1992 Donald Ryan recuperou a tumba. A entrada da tumba (rente ao chão) encontra-se fechada com uma grade de metal e protegida de inundações por uma pequena mureta construída ao redor da entrada.